# Techiman
Techiman (Akan: Takyiman) er en by og hovedstad i Techiman kommunale distrikt og regionen Bono East i Ghana. Byen ligger omkring 51 km fra Sunyani og omkring 105 km fra Kumasi. Den har et tropisk savanneklima, der oplever to regntider og en tørtid. Techiman havde  i 2010 en befolkning på 67.241 (folketællingen i 2010 udgivet af Ghana Statistical Service). De etniske grupper i byen er hovedsageligt Akan, Bono, Gonja, Dagomba, Sisala og Mamprusi. Borgmesteren i hovedbyen er fra 2021 Benjamin Yaw Gyarko.
Byen blev formelt grundlagt i 1740 efter at Bono-statens hovedstad Bono Manso blev overtaget i 1723. Efter en folkeafstemning i 2018 blev  Techiman udvalgt til at være hovedstaden i den nyoprettede region i Bono East.
Techiman har  et  af de største  udendørs fødevaremarkeder i Vestafrika. Omkring markedet findes også størstedelen af byens forretningsmæssige aktiviteter. Byen har en unik etnisk arv, da den er centrum for Akan-folket. Techiman er et kommercielt og trafikalt knudepunkt i Ghana, da  mange forskellige hovedveje, fra byer som Sunyani, Kumasi, Wa og Tamale, krydser her .

## Demografi
Ifølge 2010-folketællingen  har Techiman en befolkning på 67.241 mennesker. Omkring 95 % af befolkningen er religiøse, hvor omkring 69,5 % er kristne, 27,4 % af Afrika er islamiske, 0,9 % er traditionalister (traditionelle afrikanske religioner (en). Størstedelen af de etniske grupper i byen består af Akanerne, Bono, Gonjas, Dagombas, Sisalas og Mamprusier.

## Geografi
Techiman ligger i Techiman Metropolitan District, som har et landareal på 649,07 km2. Metropolen er omgivet af fire distrikter: Techiman North District, Wenchi Municipal District, Nkronza kommunerne (Nkoranza North District og Nkoranza South Municipal District) og Offinso North District.

## Bybilledet
Byens beliggenhed og kommercielle betydning har medført  et intenst behov for jord og boliger, og en  hurtig vækst, og der bygges flere boliger end nogen anden tidsperiode i landets historie.:6 De fleste ejendomme i Techiman ejes af traditionelle høvdinge.
 